# Kaya (Burkina Faso)
Kaya es la séptima ciudad más grande de Burkina Faso, situada 100 km en el noreste de la capital Uagadugú, está conectada con ella por ferrocarril. Es la capital de la provincia de Sanmatenga y de la región Centro-Norte.

## Demografía

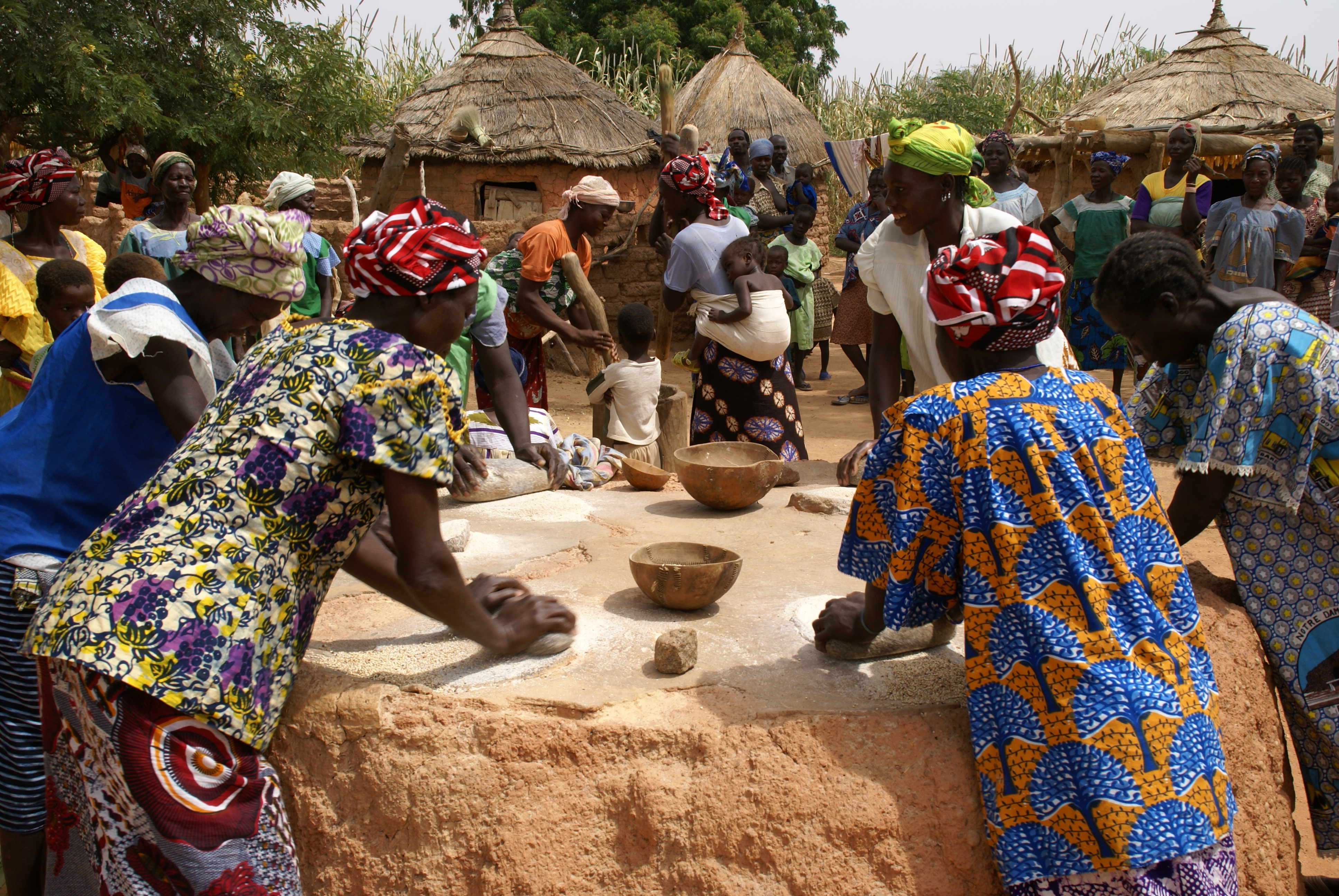
Mujeres en Kaya amasando mijo para preparar alimentos. 2007

Kaya tiene unos 66.851 habitantes (2012).
Crecimiento de población:
| Año          | Habitantes |
| ------------ | ---------- |
| 1985 (censo) | 29.359     |
| 1996 (censo) | 33.958     |
| 2006 (censo) | 51.778     |

## Infraestructura
El Aeropuerto de Kaya es un aeropuerto público localizado en Kaya.
En 1988 Kaya fue conectada por ferrocarril con Uagadugú. Kaya es también un cruce de carretera para la N3 y la N15 (carreteras nacionales) que conectan la ciudad con Dori, Uagadugú y Pouytenga,  Boulsa, Kongoussi y Ouahigouya, respectivamente.

## Educación
- Universidad técnica para chicas
- Escuela secundaria

## Ciudades hermanadas
- Herzogenaurach, Alemania
- Chatellerault, Francia
- Savannah, Georgia, EE.UU.